# José Mindlin
José Mindlin (São Paulo, 1914. szeptember 8. – 2010. február 28.) ukrajnai zsidó származású brazil ügyvéd, üzletember, újságíró és író. Szülei Odessza városában születtek.
2006 és 2010 között a Brazil Szépirodalmi Akadémia 29. székének volt akadémikusa, a patrónus Martins Pena 5. utódja lett.